# 和田雅成
和田 雅成（わだ まさなり、1991年9月5日 - ）は、日本の俳優、タレント。大阪府出身。ルビーパレード所属。愛称はまーしー、りんりん。

## 略歴
デビュー前はショーモデルとして活動していた。アクターズユニット「P.A.G.E.」に所属し、大阪を中心に活動していたが2013年2月28日のユニット解散に伴い、俳優として個人活動を開始。
2013年、舞台『合唱ブラボー! 〜ブラボー大作戦〜』の出演より活動拠点を東京に移し、舞台を中心に活動する。
2016年4月、自身の愛称を冠した番組、『りんりんのたこ焼き屋さん』の配信を開始。
2018年から月刊ザテレビジョンで「What about：りんりん!?」の連載開始。
2019年からテレビドラマ『テレビ演劇 サクセス荘』シリーズにレギュラー出演。
2024年、10月期のテレビドラマ『神様のサイコロ』で単独初主演を務める。9月に主題歌「DICE」でアーティストデビュー。12月のテレビドラマ『0.5D』でも主演を務め主題歌「own world」を歌唱している。12月11日に1stアルバム『Raise』を発売し、2025年2月に初のワンマンライブを開催する。

## 人物
父、母、兄の4人家族。
趣味および特技は野球、ロックダンス、ボウリング、読書、たこ焼き作り、カクテル作り、殺陣。その他、ONE PIECEカードゲーム。
「りんりん」という愛称は事務所の社長がつけたもの。
保有資格はけんだま検定5級、乗馬ライセンス5級、普通自動車免許。
好きな食べ物は母親のカレー、祖母のオムライス、バイト先のたこ焼き。
好きな作家は東野圭吾。学生時代などはほとんど読書をしたことがなかったが、役者になって文字を読むことに慣れるため、たまたま最初に手に取ったのが『魔球』だった。読み始めてすぐに東野圭吾の小説世界に引き込まれて、今では自宅に東野圭吾専用の棚を設けるほどになっている。
2022年からアメリカンショートヘアーと暮らしている。帰宅して猫と触れ合う時間や「猫が上を向いて、自分の舌で手を濡らして顔を洗っている姿」に幸せを感じると話す。

### 役者として
舞台では観客との関係性を大切にしていて「作品の世界にお客様をどれだけ誘えるか、その世界観を一緒に生きているという共感性みたいなものを大事にしていきたいと思っています」「『お客さまとその時間、空間を共有して、一緒にその世界を生きている感覚』が好きなんです」と話している。
原作がある作品を演じるにあたっては「2.5次元作品でもそうですが、モノマネにはなりたくないんです。原作をリスペクトしつつ、舞台化するのに僕が選ばれた意味が絶対にあると、自分の中でのリアリティのほうを重視してきました」と考えている。オリジナル作品に対しては「2.5次元みたいに原作があるわけじゃないので、オリジナル作品は自分で作る部分が多いですよね。ただ自分の中では2.5次元と他の舞台を分けて考えてはなくて。原作があってキャラクターがあってと、ヒントは2.5次元の方が多いと思いますけど、舞台への向き合い方は全然変わらないし、どんな作品でも新たな自分は毎回見せてるつもり。だから今回も、また新たな自分を見出せたらいいなって思います」と話していた。
役が抜けなかった経験がある。2021年の舞台「2つの『ヒ』キゲキ」で5歳の男の子と成人男性の多重人格の役を演じ「5歳の子の過去が自分の中に入り込み過ぎてしまって、千秋楽の翌朝7時まで涙が止まらなくて寝られませんでした」とその時のことを話していた。
2018年頃に一度役者を辞めようと考えたことがあり、インタビューの中で「なんのためにやっているのか、一瞬わからなくなったんです。好きで始めた職業ですが、今、SNSとかいろいろ問題になっていますけど、色んな声がダイレクトに届くようになって、そうした目ばっかり気にしちゃったんです」「“2.5次元”と言われるものが注目され始めた時期にSNSで批判や誹謗中傷をバーッと浴びた経験が大きかったと思います。ちょうど、ネット上でそういったことを書き込む流れが生まれ始めた時期だったんですよ。舞台やキャラクターに対する愛ゆえだとは思うけれど、自分だけでなく家族のことまで言われるようになって」とその頃の状況を語っている。そのような中で出会い、救いになったのは『ONE PIECE』のルフィの「この海で一番自由な奴が海賊王だ」という言葉であった。加えて、当時出演した宮本亜門演出の舞台『画狂人 北斎』で「知らない世界、魅力的な世界が、まだまだいっぱいあるじゃないか、自分はなんて狭いところにいたんだ。何をこんなところで挫けそうになっているんだ」「そんな声なんて自分が気にしなければいいし、もっと強く、もっと余裕を持っていけばいいんだ」 と感じたことも大きかった。
目標の一つとして朝の連続テレビ小説や大河ドラマに出演することを挙げている。

#### 共演者から
鈴木拡樹からは「和田くんは、現場の空気づくりがすごくうまいんです。彼がいるだけで空気が軽くなるというか、替えの利かない存在ですね。とても良い雰囲気で稽古ができると思います」「すごく真面目で。本人は『そんなことないよ！』って否定するかもしれないけど（笑）」「和田くんは先輩後輩に関係なく、細やかに指摘ができる俳優ですね。『ここってこうじゃないの？』とか、自分のなかで俳優としての正義というか、型をしっかり持っているのも頼もしい」と評されている。

## 出演

### 舞台
2012年
- Moonlight High and Low（2月、道頓堀ZAZA）
- あり得ない！（4月、道頓堀ZAZA）
- また逢おうと竜馬は言った（6月、道頓堀ZAZA）
- 銀河旋律（10月、道頓堀ZAZA）
- 大安不吉日（11月、レストラン パペラ）
- ミラクルウェディングショー（12月、ホテルオークラ神戸）

2013年
- へなちょこヴィーナス（3月、道頓堀ZAZA）
- 間違いだらけのスポーツクラブ（4月、道頓堀ZAZA） - 主演
- 合唱ブラボー！〜ブラボー大作戦〜（6月6日 - 16日、CBGKシブゲキ!!） - 井原雅春 役
- 西原理恵子演劇祭2013!! “STRAYDOG”Produce公演『女の子ものがたり』『ぼくんち』（7月20日 - 8月4日、HEP HALL 他）
- 明日に向かって撃っちゃってください！（8月、道頓堀ZAZA）
- 勝手に!ドルフェス 2013（10月6日、品川プリンスホテル ステラボール） - 井原雅春 役
- ミュージカル『熱帯男子 2』（10月12日 - 20日、全労済ホール/スペース・ゼロ） - 弥七 役
- “STRAYDOG”Produce公演『悲しき天使』（11月28日 - 12月1日、SPACE107） - 主演・茂 役

2014年
- Air studioプロデュース公演『GO!,JET!GO!GO! vol.1』（3月25日 - 31日、AQUA studio） - 主演・JET 役
- “STRAYDOG”Produce公演『女の子ものがたり』（5月3日 - 18日、シアターグリーン BIG TREE THEATER 他） - 良介 役
- 人狼の王子様☆2nd season（4月29日 - 5月11日、上野ストアハウス） - ダミアン 役
- Air studioプロデュース公演『GO,JET!GO!GO! vol.2+vol.3』（7月19日 - 27日、AQUA studio） - 主演・JET 役
- 健ドン！（仮）（10月19日、日本青年館大ホール） - 子供 役
- オトメステージVol.2『擬人カレシ〜けもみみ大作戦!?〜』（12月10日 - 14日、新宿村LIVE） - 主演・アヤト 役

2015年
- あしたのおもひで（2月24日 - 3月1日、新宿村LIVE） - 主演・ショータ 役
- 戦国無双 関ヶ原の章（5月2日 - 7日、シアター1010） - 大谷吉継 役
- WBB vol.8『ネバー×ヒーロー』（6月26日 - 7月5日、東京芸術劇場シアターウエスト 他）- 飯田 役
- K 第二章-AROUSAL OF KING-（8月5日 - 22日、AiiA 2.5 Theater Tokyo 他）- 周防尊 役
- RISU PRODUCE vol.17『イキザマ3』〜押忍!我が青春に悔いは無し〜（9月30日 - 10月4日、「劇」小劇場） - 野瀬 役
- ハイパープロジェクション演劇『ハイキュー!!』（11月14日 - 12月13日、AiiA 2.5 Theater Tokyo 他） - 矢巾秀 役

2016年
- ミュージカル『手紙』（1月25日 - 2月10日、新国立劇場小劇場 他） - アツシ 役
- ダイヤのA The LIVE Ⅱ（3月17日 - 4月3日、天王洲 銀河劇場  他）- 楊舜臣 役
- 朗読劇『雲は湧き、光あふれて』（3月30日、紀伊國屋サザンシアター） - 益岡 役（日替わりメインキャスト）
- 刀剣乱舞 虚伝 燃ゆる本能寺（5月3日 - 20日、シアター1010 他）- へし切長谷部 役
- 戦国無双 四国遠征の章（6月29日 - 7月4日、AiiA 2.5 Theater Tokyo） - 大谷吉継 役
- K -Lost Small World-（7月22日 - 31日、AiiA 2.5 Theater Tokyo 他）- 周防尊 役
- 泪橋ディンドンバンド（8月10日 - 14日、銀座博品館劇場） - 番野哲也 役
- ホイッスル!BREAK THROUGH-壁をつき破れ-（8月31日 - 9月8日、シアター1010） - 藤代誠二 役
- おそ松さん on STAGE 〜SIX MEN’S SHOW TIME〜 （9月29日 - 10月 23日、梅田芸術劇場シアター・ドラマシティ他）- カラ松（F6） 役
- 刀剣乱舞 虚伝 燃ゆる本能寺 〜再演〜（12月15日 - 2017年1月17日、天王洲 銀河劇場 他）- へし切長谷部 役

2017年
- 弱虫ペダル 新インターハイ篇 スタートライン （2月25日 - 3月12日、オリックス劇場 他）- 今泉俊輔 役
- 里見八犬伝（4月15日 - 5月31日、千葉県南総文化ホール 他） - 犬田小文吾 役
- 劇団シャイニング from うたの☆プリンスさまっ♪ 天下無敵の忍び道（6月22日 - 7月2日、シアターGロッソ 他）- 真影 役
- 四月は君の嘘（8月24日 - 9月10日、AiiA 2.5 Theater Tokyo 他）- 渡亮太 役
- 弱虫ペダル 新インターハイ篇 ヒートアップ（10月19日 - 29日、天王洲 銀河劇場 他） - 今泉俊輔 役
- 泪橋ディンドンバンド2 傷だらけの夕陽（11月4日 - 12日、銀座博品館劇場） - 番野哲也 役
- 刀剣乱舞 外伝 此の夜らの小田原（11月23日、小田原城 天守閣前特設野外ステージ） - へし切長谷部 役
- 刀剣乱舞 ジョ伝 三つら星刀語り（みつらぼしかたながたり）（12月15日 - 29日、TOKYO DOME CITY HALL 他） - へし切長谷部 役
- ゆく年く・る年 冬の陣 師走明治座時代劇祭（12月30日、明治座） - 審査員・日替わりゲスト
- STAGE FES 2017（12月31日、大宮ソニックシティ 大ホール）  - カラ松（F6） 役

2018年
- おそ松さん on STAGE 〜SIX MEN’S SHOW TIME 2〜（2月23日 - 3月11日、梅田芸術劇場 メインホール 他）- カラ松（F6） 役
- おそ松さん on STAGE SIX MEN'S FESTIVAL（3月25日、パシフィコ横浜 国立大ホール） - カラ松（F6） 役
- ミュージカル『薄桜鬼 志譚』土方歳三 篇（4月21日 - 5月1日、新神戸オリエンタル劇場 他）- 主演・土方歳三 役
- 劇団シャイニング from うたの☆プリンスさまっ♪SHINING REVUE（5月26日、日本青年館ホール） - 真影 役
- 刀剣乱舞 悲伝 結いの目の不如帰（ほととぎす）（6月2日 - 7月29日、明治座 他） - へし切長谷部 役
- F6 1st LIVEツアー「Satisfaction」（8月11日 - 25日、大阪メルパルクホール 他） - カラ松（F6） 役
- 家庭教師ヒットマンREBORN! the STAGE（9月21日 - 10月6日、天王洲 銀河劇場 他）- 六道骸 役
- 体内活劇『はたらく細胞』（11月16日 - 25日、シアター1010） - 主演・白血球（好中球） 役
- STAGE FES 2018（12月31日、大宮ソニックシティ 大ホール）  - カラ松（F6） 役

2019年
- 画狂人 北斎（1月10日 - 20日・26日、新国立劇場小劇場・小布施町北斎ホール）  - 峰岸凜汰 役
- 泪橋ディンドンバンド3（2月13日 - 24日、銀座博品館劇場） - 主演・番野哲也 役
- ミュージカル『薄桜鬼 志譚』風間千景 篇（4月5日 - 21日、日本青年館ホール 他） - 土方歳三 役
- 刀剣乱舞 慈伝 日日の葉よ散るらむ（6月14日 - 8月4日、品川プリンスホテル ステラボール 他）- へし切長谷部 役
- ハリトビ（10月9日 - 20日、シアターサンモール） - 主演・秋島光弘 役
- おそ松さん on STAGE SIX MEN’S SHOW TIME 3（11月21日 - 12月8日、あましんアルカイックホール 他）- カラ松（F6） 役
- STAGE FES 2019-2020（12月31日、大宮ソニックシティ 大ホール）  - カラ松（F6） 役※二部に出演

2020年
- 家庭教師ヒットマンREBORN! the STAGE -vs VARIA partⅡ-（1月6日 - 19日、天王洲 銀河劇場 他）- 六道骸 役
- REAL⇔FAKE SPECIAL EVENT Cheers, Big ears！2.12-2.13（2月12日・13日、神奈川県民ホール 大ホール）  - 瀬名征行 役
- F6 2nd LIVEツアー『FANTASTIC ECSTASY』（2月22日 - 3月20日、幕張メッセイベントホール 他） - カラ松（F6） 役
- デュラララ!! 円首方足の章（4月10日 -  5月6日、日本青年館ホール 他）- 折原臨也 役（※公演中止）
- Re:フォロワー（6月12日 - 28日、EX THEATER ROPPONGI 他）- 鯨岡友木 役（※公演中止）
- KING OF DANCE（7月16日 - 8月9日、COOL JAPAN PARK OSAKA WWホール 他）- 三浦海斗 役
- 『刀剣乱舞-ONLINE-』五周年記念『刀剣乱舞大演練』（2020年8月11日、東京ドーム） - へし切長谷部 役（※公演中止）
- 泪橋ディンドンバンド4 泣き出しそうな青空（9月2日 - 13日、銀座 博品館劇場） - 番野哲也 役

2021年
- 刀剣乱舞 无伝 夕紅の士（むでんゆうくれのさむらい） -大坂夏の陣-（4月11日 - 6月27日、IHIステージアラウンド東京） - へし切長谷部 役
- 家庭教師ヒットマンREBORN! the STAGE -episode of FUTURE（7月 - 8月、天王洲 銀河劇場 他） - 六道骸 役 ※映像出演
- 2つの「ヒ」キゲキ（10月7日 - 14日、新国立劇場小劇場）
- あいつが上手で下手が僕で（12月9日 - 26日、かつしかシンフォニーヒルズモーツァルトホール 他）- 島世紀 役

2022年
- REAL⇔FAKE 2nd Stage SPECIAL EVENT QUEEN RECORDS SUPER LIVE（2月2日、パシフィコ横浜国立大ホール）  - 瀬名征行 役
- 呪術廻戦（7月15日 - 8月14日、東京・大阪） - 七海建人 役
- AD-LIVE 2022（8月27日、J:COMホール八王子）
- あいつが上手で下手が僕で シーズン2（11月 - 12月、東京・大阪） - 島世紀 役
- 風都探偵 The STAGE（12月末 - 2023年1月） - 主演・左翔太郎 役
- 殺陣まつり〜和風三国志〜（12月18日、明治座） - 劉備 役

2023年
- ダブル（4月1日 - 9日、紀伊國屋ホール） - 宝田多家良 役
- 舞台 刀剣乱舞 七周年感謝祭 -夢語刀宴會-（ゆめがたりかたなのうたげ）（8月4日 - 6日、幕張メッセ 幕張イベントホール） -  へし切長谷部 役
- ミュージカル『ヴィンチェンツォ』（8月11日 - 27日 兵庫、東京、大阪） - 主演・ヴィンチェンツォ・カサノ 役
- REAL⇔FAKE Final Stage SPECIAL EVENT（8月14日、東京国際フォーラム ホールA）
- 燕のいる駅-ツバメノイルエキ-（9月23日 - 10月14日、紀伊國屋ホール 他） - 主演・高島啓治 役

2024年
- エウリディケ（2月4日 - 25日、世田谷パブリックシアター 他） - オルフェ 役
- PSYCHO-PASS サイコパス Virtue and Vice 3（3月15日 - 31日、THEATER MILANO-Za 他） - 海堂自我 役
- 混頓 vol.4（8月9日 - 11日、TOKYO FM HALL）
- 月農（10月9日 - 19日、シアターサンモール） - 主演
- あいつが上手で下手が僕で -人生芸夢篇-（11月15日 - 12月1日、日本青年館ホール 他） - 島世紀 役

2025年
- 舞台『花郎〜ファラン〜』（1月、THEATER MILANO-Za 他） - 主演・ソヌ / ムミョン 役
- 舞台『きたやじ オン・ザ・ロード〜いざ、出立!!篇〜』（3月1日 - 23日、日本青年館ホール 他）
- 礎の響〜SEKIGAHARA〜（9月9日 - 11日〈予定〉、神田明神ホール） - 主演・石田三成 役（早乙女友貴とダブル主演）

### 映画
- 山内惠介・THE歌謡ムービー 昭和歌謡危機一髪!（2014年）[130]
- テコンドー魂 〜REBIRTH〜（2014年）
- 人狼処刑ゲーム 〜たとえ君が狼でも僕は君を守る〜（2015年）[131]
- さとるだよ（2015年） - 谷村良助 役
- 映画刀剣乱舞-継承-（2019年） - へし切長谷部 役[132]
- ミセス・ノイズィ（2020年） - 山田哲平 役[133][134]
- 映画演劇サクセス荘 -侵略者Sと西荻窪の奇跡-（2021年） - ゴーちゃん 役[135]
- 映画刀剣乱舞-黎明-（2023年3月31日公開） - へし切長谷部 役 [136]
- ゲネプロ★7（2023年4月） - 陣内康史（ハムレット）役[137][138]
- 愛のこむらがえり（2023年6月） - パン屋の同僚 役[139]
- 先生!口裂け女です!（2023年7月）- サイトー 役[140]
- この動画は再生できません THE MOVIE（2024年9月13日） - 澤村透 役[141][142]
- ファーストキス 1ST KISS（2025年2月7日）[143]

### ライブ
- 1st ONEMAN LIVE「Raise」（2025年2月8日、横浜関内ホール）[9]

### イベント
- ACTORS☆LEAGUE 2021（2021年7月20日、東京ドーム） - DIAMOND BEARS 選手会長[144]
- スエフェス2025（2025年6月18日〈予定〉、こくみん共済 coop ホール / スペース・ゼロ）[145]

### ドラマ
- テレビ演劇 サクセス荘（テレビ東京） - ゴーちゃん 役
  - サクセス荘（2019年7月11日 - 9月26日）[6]
  - テレビ演劇 サクセス荘2（2020年7月9日 - 9月24日）[146]
  - テレビ演劇 サクセス荘2 mini（2020年10月12日 - 12月22日）[147][注釈 1]
  - テレビ演劇 サクセス荘3（2021年1月6日 - 3月24日）[148]
  - テレビ演劇 サクセス荘3 mini（2021年4月5日 - 6月28日）[149][注釈 1]
- REAL⇔FAKE（2019年9月2日 - 23日、MBSテレビ） - 瀬名征行 役[150]
  - REAL⇔FAKE スピンオフドラマ“One Day’s Diary” 凪沙&征行編（2020年9月27日、TBSチャンネル2）[151]
  - REAL⇔FAKE 2nd Stage（2021年6月15日 - 7月6日）[152]
  - REAL⇔FAKE Final Stage（2023年1月11日 - 2月1日）[153]
- Re:フォロワー（2019年10月6日 - 12月15日、ABCテレビ） - 鯨岡友木 役[154]
- ねぇ先生、知らないの?（2019年12月5日 - 2020年1月17日、MBSテレビ） - 桐谷朝陽 役[155]
- 添い寝くん2.5≦3.0（2020年3月10日・12日、テレビ東京）
  - ＃1「添い寝でプロポーズ」[156]
  - ＃3「保健室で桃太郎と添い寝」[157]
- KING OF DANCE（2020年4月11日 - 5月16日、読売テレビ） - 三浦海斗 役[158]
- ドラマDELI『ボクとツチノ娘の1ヶ月』（2021年3月5日 - 26日、読売テレビ） - W主演・ボク  役[159]
- ガールガンレディ（2021年4月6日 - 6月8日、MBSテレビ・TBS） - 守山薫 役[160]
- あいつが上手で下手が僕で（2021年10月6日 - 11月24日、日本テレビ） - 島世紀 役[161]
  - あいつが上手で下手が僕で シーズン2（2023年4月26日 - 6月14日、日本テレビ）[162]
  - あいつが上手で下手が僕で -巡巡決勝篇-（2024年7月19日 - 9月6日、日本テレビ）[163]
- 悪女（わる）〜働くのがカッコ悪いなんて誰が言った？〜 第2話・第9話（2022年4月20日・6月8日、日本テレビ） - 森岡巧 役[164][165]
- FLAIR BARTENDER'Z（） （2022年7月21日 - 9月、MBS）- 梶原雄大 役[166]
- 夫婦円満レシピ〜交換しない?一晩だけ〜（2022年10月6日 - 12月22日、テレビ東京） - 安藤祐樹 役[167]
- とりあえずカンパイしませんか?（2023年3月2日 - 3月23日、テレビ東京）[168]
- 刑事7人 SEASON9 第5話「告白」（2023年7月5日、テレビ朝日） - 鳴海修 役[169]
- その結婚、正気ですか?（2023年8月7日 - 9月25日、TOKYO MX1） - 小美濃匡史 役[170]
- 神様のサイコロ（2024年10月9日 - 11月27日、BS日テレ） -  主演・赤城勇太 役[171][172]
- バントマン（2024年10月12日 - 12月21日、東海テレビ・フジテレビ） - 真鍋義信 役[173][174]
- 0.5D（2024年12月4日 - 12月25日、BS日テレ） -  主演・佐田成弥 役[8]
- 天久鷹央の推理カルテ 第3話・第4話 （2025年5月6日・13日、テレビ朝日）- 捜査一課 刑事 役[175]

### テレビアニメ
- 戦国鳥獣戯画（2016年10月9日 - 2017年4月9日、KBC ほか） - 徳川家康 役 [176]

### ゲーム
- イケメン革命♦アリスと恋の魔法（2018年、ディーン＝トゥイードル[177]）

### テレビ番組
- music japan リクエスト（2011年10月 - 2013年3月、Music Japan TV） - MC
- 猫のひたいほどワイド（2016年4月5日 - 2018年3月26日 、テレビ神奈川） - 猫の手も借り隊[注釈 2][178]
- 2.5次元男子推しTV（2017年4月28日、WOWOWライブ） - 第2回ゲスト[179]
- 舞台『刀剣乱舞』悲伝 結いの目の不如帰 密着ドキュメンタリー（2018年7月、テレビ東京）[180]
- たびメイト（2018年10月3日 - 12月26日、TOKYO MX）[181]
- 家族になろうよ 犬と猫と私たちの未来（2019年9月21日、NHK BSプレミアム） - レポーター[182]
  - 家族になったよ 犬と猫と私たちの未来（2020年4月18日、NHK BSプレミアム） - レポーター[183]
- 和田雅成と安里勇哉の男映え（TBSチャンネル2）
  - NINJA対決!〜僕たちリアクション芸人じゃないんですけど!?〜（2019年11月4日・12月1日）[184]
  - MATAGI対決!〜だから僕たちリアクション芸人じゃないんですけど!?〜（2020年3月28日・4月25日）
  - KATANAKAJI対決！〜だーかーらー僕たちリアクション芸人じゃないんですけど!?〜（2020年10月24日・11月21日）
  - KITAKANTO対決！〜僕たちリアクション芸人じゃないけど……安里勇哉・芸歴10周年おめでとうSP〜（2021年11月14日・12月12日）
- まる得マガジン『毎日ほっこり 飲んで楽しむ発酵食品』全8回（2020年2月、NHK Eテレ）[185]
- ネプリーグ（2020年 - 、フジテレビ）[出演 1]
- つづきはテレビでTV（2020年11月7日、読売テレビ）[189][190]
- 爆報！THE フライデー（2020年11月13日 、TBS） - 再現ドラマ出演[191]
- 不可避研究中（2020年11月27日 、NHK総合） - マサ 役[192]
- 戦国大名総選挙（2020年12月28日、テレビ朝日） - 再現ドラマ出演[193]
- 所JAPAN（2021年1月25日、フジテレビ） - 再現ドラマ出演[194]
- 有吉ゼミ（2021年2月1日、日本テレビ）[195]
- 音が出たら負け（2021年2月10日、日本テレビ）[196]
- 舞台『刀剣乱舞』×新次元劇場〜ある一日の記録（2022年5月2日、TBS）[197]
- アプリ学院！（2022年2月1日 - 29日、BS11） - 第17 - 20回ゲスト[198]
- ろくにんよれば町内会（2022年4月27日 - 2023年3月15日、日本テレビ） - レギュラー出演[199]
- ポップUP!（2022年7月5日 - 12月20日、フジテレビ） - 火曜コーナー「かなでの限界コスパツアー」レギュラー出演[200]
- ドキュメント20min.「相づちの味」（2022年8月29日、NHK総合）[201]
- なすなかにしのゲームキングダム（2022年 - 、BS11）- 不定期出演[出演 2]
- 沼にハマってきいてみた（2022年9月27日、NHK Eテレ）[207]
- 芸能界特技王決定戦 TEPPEN 2022秋（2022年10月22日、フジテレビ）[208]
- 片っ端から喫茶店 season6（2023年、テレビ大阪）[209][210]

### 配信ドラマ
- めがだん「めがね食堂」（2017年7月29日 - 8月11日、GYAO!） - 主演・松橋拓実 役[211]
- 短編ネットドラマ『マネーの馬鹿』（2021年1月） - 平田 役[212]
- スピンオフドラマ『ぼくの推しは王子様』 第9話 - 最終回（2021年9月、FOD） - 兎田ヒロシ 役[213]
- リバイスレガシー 仮面ライダーベイル（2022年3月27日 - 5月22日、東映特撮ファンクラブ） - 主演・白波純平 / 仮面ライダーベイル  役[214][215]
- 悪魔はそこに居る（2023年2月9日、Paravi） - 新谷貴人 役[216]
- あざとく、かわいく、したたかに〜私のこと、かわいいだけだと思ってた?〜（2025年6月11日配信予定、BUMP） - 川口俊介 役[217]

### インターネット番組
- キャストサイズチャンネル『ヤガミナミ☆のBAR』（2014年8月26日 -  2014年、ニコニコチャンネル）[219]
- 〜男女探求バラエティ〜妖しきボロ酔いの館（2014年、AmebaStudio→アメスタ） - レギュラー[220]
- りんりんのたこ焼き屋さん（2016年4月7日 - 、ニコニコチャンネル） - レギュラー[4]
- オールナイトニッポンi 北村諒と和田雅成のおしゃべや（2017年7月31日 - 2019年3月11日、ニッポン放送） - パーソナリティ[221][222]

### ラジオ
- 美男子劇場『いつもあなたのそばに』（2014年11月、JFN系列） - 田所健・山田部長 役[223]
- MUSIC&TALK WAGON 〜音バナ〜『舞台やろうっ！another side』（2016年7月 - 9月、USEN C-43） - パーソナリティ[224]
- ニッポン放送イヤーエンドスペシャル オールナイトニッポンi 北村諒と和田雅成のおしゃべや 増刊号（2017年12月31日、ニッポン放送） - パーソナリティ[225]
- 和田雅成のオールナイトニッポンX（クロス）（2023年9月 、ニッポン放送）[226]
- 週刊 和田雅成（2023年11月7日 - 2024年1月30日、ニッポン放送 PODCAST STATION） - パーソナリティ[227]
- 和田雅成のオレナリにやってます（2024年5月8日〈7日深夜〉 - 、TOKYO FM） - パーソナリティ[228][229]

### CM・広告
- URくらしのカレッジ 団地探偵Rシリーズ - 探偵R 役
  - 同じ間取りの部屋なのに篇（2019年）[230]
  - 南北朝から来た男篇（2019年）[231]
  - ディストピアから来た男篇（2020年）[232]
  - パペット篇 宇宙人家族（2020年）[233]
  - 娘とパパの部屋探し篇（2021年）[234]
- 花王 フレアフレグランス「あの人のあれになりたい」キャンペーン 和田くんのマフラーになりたい / マフラー目線Vlog篇（2020年）[235]
- マクドナルド ビッグマック「あしたも、笑おう。」篇（2024年）[236][237]

## ディスコグラフィ

### シングル
| 発売日        | タイトル | 規格品番  | 備考         |
| ------------- | -------- | --------- | ------------ |
| 2024年9月25日 | Dice     | KICM-2158 | 最高順位26位 |

### アルバム
| 発売日         | タイトル | 規格品番  | 規格品番   | 備考         |
| 発売日         | タイトル | 通常盤    | 初回限定盤 | 備考         |
| -------------- | -------- | --------- | ---------- | ------------ |
| 2024年12月11日 | Raise    | KICS-4183 | KICS-94183 | [ 9 ] [ 10 ] |

### キャラクターソング
| 発売日                   | 商品名                                                                | 歌                                                                   | 楽曲                      | 備考                                                                    |
| ------------------------ | --------------------------------------------------------------------- | -------------------------------------------------------------------- | ------------------------- | ----------------------------------------------------------------------- |
| 2019年9月2日（配信限定） | REAL⇔FAKE                                                             | Stellar CROWNS with 朱音                                             | 「REAL⇔FAKE」             | テレビドラマ『REAL⇔FAKE』オープニングテーマ                             |
| 2019年11月27日           | Cheers, Big ears!                                                     | Stellar CROWNS with 朱音                                             | 「REAL⇔FAKE -Remix ver-」 | テレビドラマ『REAL⇔FAKE』関連曲                                         |
| 2019年11月27日           | Cheers, Big ears!                                                     | 瀬名征行（和田雅成）                                                 | 「Someday」               | テレビドラマ『REAL⇔FAKE』関連曲                                         |
| 2021年1月22日            | REAL⇔FAKE One Day's Diary 凪沙&征行編 Blu-ray&DVD【初回限定版】特典CD | 牧野凪沙（荒牧慶彦）、瀬名征行（和田雅成）                           | 「君との約束」            | テレビドラマ『REAL⇔FAKE One Day's Diary 凪沙&征行編』エンディングテーマ |
| 2021年6月9日             | RUMOR                                                                 | Stellar CROWNS with 朱音                                             | 「RUMOR」                 | テレビドラマ『REAL⇔FAKE 2nd Stage』オープニングテーマ                   |
| 2021年6月9日             | RUMOR                                                                 | Stellar CROWNS with 朱音                                             | 「僕らの明日へ」          | テレビドラマ『REAL⇔FAKE 2nd Stage』関連曲                               |
| 2021年9月8日             | Huddle Up                                                             | 瀬名征行（和田雅成）                                                 | 「最後のひと」            | テレビドラマ『REAL⇔FAKE 2nd Stage』関連曲                               |
| 2023年1月25日            | MISLEAD                                                               | Stellar CROWNS with 朱音                                             | 「MISLEAD」               | テレビドラマ『REAL⇔FAKE Final Stage』オープニングテーマ                 |
| 2023年1月25日            | MISLEAD                                                               | Stellar CROWNS with 朱音& ASTRA RING                                 | 「WE ARE ONE」            | テレビドラマ『REAL⇔FAKE Final Stage』関連曲                             |
| 2023年6月7日             | FOR GOOD                                                              | 瀬名征行（和田雅成）                                                 | 「The one」               |                                                                         |
| 2023年6月7日             | FOR GOOD                                                              | 育田悠輔（植田圭輔）、梅原黎士郎（松村龍之介）、瀬名征行（和田雅成） | 「またね」                |                                                                         |
| 2023年6月7日             | FOR GOOD                                                              | Stellar CROWNS with 朱音                                             | 「WE ARE ONE」            |                                                                         |

### ライブ映像
- REAL⇔FAKE SPECIAL EVENT Cheers, Big ears! 2.12-2.13（2020年6月24日）
- REAL⇔FAKE 2nd Stage SPECIAL EVENT QUEEN RECORDS SUPER LIVE（2022年7月6日）

## 作品

### DVD
- DVD 東京スマートさんぽ〜浅草編〜 和田雅成（2016年9月29日、幻冬舎）ISBN 978-4-344-83806-2
- 和田雅成写真集 初戀 ドキュメンタリーDVD（2018年7月26日、KADOKAWA）

## 書籍

### 写真集
- 和田雅成ファースト写真集 ORIGIN（2017年1月20日、一迅社、撮影：原田武尚） ISBN 978-4-7580-7626-5
- 和田雅成写真集 初戀（2018年7月26日、KADOKAWA、撮影：神藤剛） ISBN 978-4-04-896212-4
- 和田雅成1stフォトエッセイ 邂逅（2020年7月1日、KADOKAWA） ISBN 978-4-04-896497-5

### 雑誌連載
- 月刊ザテレビジョン「What about：りんりん!?」（2018年11月号 - 、KADOKAWA）[5]

### 関連書籍
- おーちようこ『舞台男子 the document』（2017年4月7日、KADOKAWA）ISBN 978-4-04-105210-5
- 2.5次元男子推しTV 公式本 鈴木拡樹、ＭＣはじめました（2017年9月1日、KADOKAWA）ISBN 978-4-04-896112-7

### メンバー
1. ↑  牧野凪沙（荒牧慶彦）、育田悠輔（植田圭輔）、沢瀬凛（小澤廉）、鈴木翔琉（佐藤流司）、梅原黎士郎（松村龍之介）、瀬名征行（和田雅成）、朱音（蒼井翔太）
2. 1 2 3  牧野凪沙（荒牧義彦）、育田悠輔（植田圭輔）、鈴木翔琉（佐藤流司）、梅原黎士郎（松村龍之介）、瀬名征行（和田雅成）、朱音（蒼井翔太）
3. ↑  卯野紘希（猪野広樹）、稲森弥月（笹森裕貴）